# Municipio de Berlin (condado de Erie)
El municipio de Berlin (en inglés: Berlin Township) es un municipio ubicado en el condado de Erie en el estado estadounidense de Ohio. En el año 2010 tenía una población de 3723 habitantes y una densidad poblacional de 45,44 personas por km².

## Geografía
El municipio de Berlin se encuentra ubicado en las coordenadas 41°19′51″N 82°29′14″O / 41.33083, -82.48722. Según la Oficina del Censo de los Estados Unidos, el municipio tiene una superficie total de 81.93 km², de la cual 78,82 km² corresponden a tierra firme y (3,81 %) 3,12 km² es agua.

## Demografía
Según el censo de 2010, había 3723 personas residiendo en el municipio de Berlin. La densidad de población era de 45,44 hab./km². De los 3723 habitantes, el municipio de Berlin estaba compuesto por el 96,32 % blancos, el 0,4 % eran afroamericanos, el 0,35 % eran amerindios, el 0,19 % eran asiáticos, el 1,42 % eran de otras razas y el 1,32 % eran de una mezcla de razas. Del total de la población el 5,99 % eran hispanos o latinos de cualquier raza.